# Punta di Bricola
La Punta di Bricola (3.658 m s.l.m. - in francese Pointe de Bricola) è una montagna delle Alpi del Weisshorn e del Cervino nelle Alpi Pennine.

## Descrizione
Si trova nel Canton Vallese, a nord-ovest rispetto al più alto Grand Cornier.

## Salita alla vetta
Si può salire sulla vetta partendo da Zinal e passando dalla Cabane de Moiry (2.825 m).